# Louis-Hector de Melfort
Louis-Hector de Melfort, Comte de Drummond fue un aristócrata, militar y táctico de Francia, nacido en 1721 y fallecido en 1788.
La Casa de Drummond deviene una de las más pujantes de Escocia y contrayendo dos alianzas reales, la una por el matrimonio de Anabella con Roberto Stuart, muerto en 1406; el otro por la unión clandestina de Margarita Drummond con Jacques IV, su primo (cita sacada de la obra "Dictionnaire de la conservations et de la lecture", París: Garnier Fréres, 1846).

## Biografía
Louis-Hector, conde, era descendiente de Maurice Drummond, hijo pequeño de André, rey de Hungría, jefe de la ilustre familia Drummond, quien subsistió largo tiempo en Escocia, establecido Murice en Inglaterra con Edgar Atheline, heredero legítimo del trono, para evitar las persecuciones de Guillermo el Conquistador, y Margarita, hermana de Atheline, deviene reina de Escocia por su matrimonio con Milocombe III, y conservando gran cariño por Maurice, le colmó de bienes y le nombró senescal de Lénox.
Louis-Hector abrazó la carrera de las armas bajo los ojos de Mauricio de Sajonia, quien le hizo ayudante de campo durante la batalla de Fontenoy, ganada al duque de Cumberland, 11 de mayo de 1745.
Cuando llegó el cese de hostilidades, en tiempos de paz, Louis-Hector aprovecha el acceso que su tío Mylord Keith, mariscal de Escocia, le facilita con Federico II el Grande, para estudiar la táctica prusiana, ya que la paz que obtuvo Federico de sus enemigos, hizo que todas las cosas tomadas por los prusianos fueran de moda, convencido Federico de la verdad de este axioma de los romanos: "la guerra debe ser una meditación y la paz un ejercicio".
Louis-Hector, anhelando que su patria se aprovechase de los conocimientos que había adquirido, no solamente en Prusia, sino también durante las guerras de Flandes, Alemania e Italia, donde había comandado la vanguardia de las tropas ligeras, consigna sus observaciones en una obra titulada "Ensayo sobre la caballería ligera", impresa en 1748, y posteriormente, en 1776 publica otra obra con el título "Tratado de caballería", adoptadas por el gobierno en sus ordenanzas de 1788, 1791 y 1793, muchas de las maniobras indicadas en su obra.
En la misma obra citada, da Louis-Hector, las primeras nociones de "artillería volante", conocida como artillería ligera o "artillería a caballo", que contribuyó posteriormente a los brillantes éxitos de Francia en sus guerras después de 1792: 

esta invención sencilla como necesaria ha variado sobremanera la táctica moderna, principalmente en las maniobras de la caballería.
Clemente Peñalosa y Zúñiga: Memoria sobre la artillería a caballo o volante, Junta Suprema de Gobierno de los reynos de Andalucía, 1808.

## Obras
- Essai sur la cavalerie légère, 1748.
- Traité sur la cavalerie, París: G. Desprez, 1776, 2 vols.